# Хочкис H-39
Хочкис Х-39 (фр. Hotchkiss H39) је био француски тенк дизајниран у периоду између Првог свјетског рата и Другог свјетског рата, са намјером да буде кориштен у француским коњичким јединицама. До 1940. израђено је око 1000 примјерака.
Хочкис Х-39 је у ствари развијена верзија тенка Хочкис Х-35, који је имао многобројне проблеме. У литератури се због тога понекад помиње и као Х-35, Х-35/39 или Х-39.

## Карактеристике
Оклопно тело тенка Х-39 било је сачињено од неколико ливених секција спојених закивцима. У предњем делу борбеног одељења, мало удесно од уздужне осе тенка било је место за возача до којег се стизало кроз отвор у предњој оклопној плочи тенка заштићен двокрилним поклопцем. Возачу је такође на располагању био и отвор за напуштање тенка у случају опасности који се налазио у поду тенка. На тенковима Х-35 и Х-39 коришћена је ливена купола која је такође употребљена и на тенковима Рено Р-35 и Р-40. За осматрање терена командир тенка користио је малу ротирајућу командну турелу на крову куполе. У куполу се улазило кроз отвор на њеном задњем делу који је, у отвореном положају служио и као седиште за командира док је тенк на маршу. Погонско одељење налазило се у задњем делу оклопног тела тенка са мотором улево и резервоаром за гориво удесно од уздужне осе тенка. Борбено и погонско одељење били су међусобно одвојени противпожарном преградом.
Главна мана француског тенка Х-35/39, као и већине француских тенкова из међуратног периода (Сомуа С-35/40, Рено Р-35, Б-1 и др.) била је једночлана купола. То је значило да је командир тенка, поред командовања посадом, морао да врши функцију послужиоца на топу и нишанџије. Овакав распоред задужења значајно је смањио борбену вредност француских тенкова који су по својим осталим карактеристикама могли равноправно да се мере са немачким тенковима. Једини француски тенк уведен у наоружање француске војске пре немачког напада, који је имао двочлану куполу био је лаки тенк Рено АМЦ-35.

## Борбена употреба
Године 1940. Х-39 је био други по бројности у саставу француске војске (иза Рено Р-35 тенка), али одређени број старих ФТ-17 тенкова је и даље задржан. Тенк се показао добрим за подршку пјешадије, али је употребљиван у малим групама, развученим по фронту, и није могао да се озбиљније супротстави нападима њемачких тенкова, који су нападали у маси у саставу оклопних јединица. Топ тенка Х-39 није био подесан за борбу против тенкова противника, због мале почетне брзине пројектила.
Велики број је пао у њемачке руке по капитулацији Француске, и даље су кориштени од Нијемаца у почетној фази напада на СССР као и за окупационе задатке у Европи. Немци су заробљене тенкове опремили радио уређајима и новим командним куполама које су на себи имале двокрилни поклопац и омогућавале су командиру далеко бољу прегледност бојишта. Одређен број тенкова Х-35 и Х-39 модификовани су уклањањем куполе и постављањем немачког противтенковског топа Пак 40 калибра 75 mm у отворено оклопно борбено одељење монтирано на постојеће тело тенка. Оваква противтенковска модификација тенка произведена у 24 примерка почев од 1942, добила је немачку ознаку 7.5 cm Pak 40 L/48 auf Gw 39H (f). Од 1942 Немци су такође модификовали 48 тенкова овог типа постављањем хаубице калибра 105 mm у отворено оклопљено надграђе по изгледу слично противтенквоској модификацији. Нова возила са немачком ознаком 10.5 cm Panzer-feldhaubitze 18 auf Sfh 39 (f) или 10.5 cm le FH 10 GW 39H (f) као и противоклопне модификације коришћене су у борбама у Француској током 1944.
Неки су кориштени од Француза на Блиском истоку током Другог светског рата, а послије рата их користи Израел у Арапско-израелском рату 1948., а остају у служби све до 1956.